# Lutz Unger
Lutz Unger (n. 19 iunie 1951, Wernigerode, Saxonia-Anhalt, Germania) este un înotător ce a reprezentat Germania, medaliat olimpic. A participat la o ediție a Jocurilor Olimpice (1972) în care a câștigat o medalie de argint și o medalie de bronz.